# Frankoniabrunnen

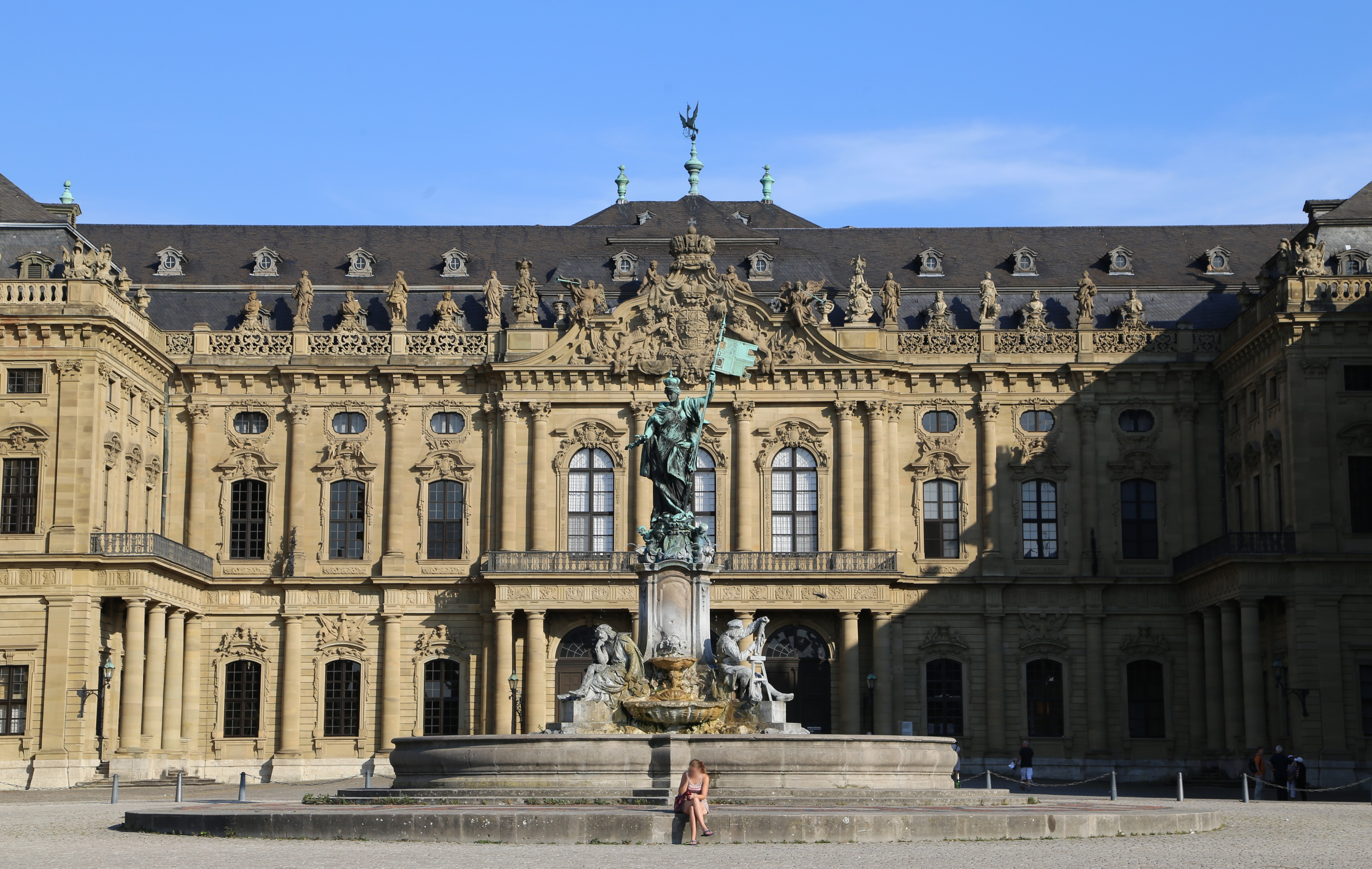
Frankoniabrunnen Würzburg

Der Frankoniabrunnen ist ein Monumentalbrunnen auf dem Residenzplatz in Würzburg. Er wurde im Jahr 1894 vom Architekten Gabriel von Seidl und vom Bildhauer Ferdinand von Miller im Stil des Neubarock für den Prinzregenten Luitpold von Bayern geschaffen.

## Geschichte

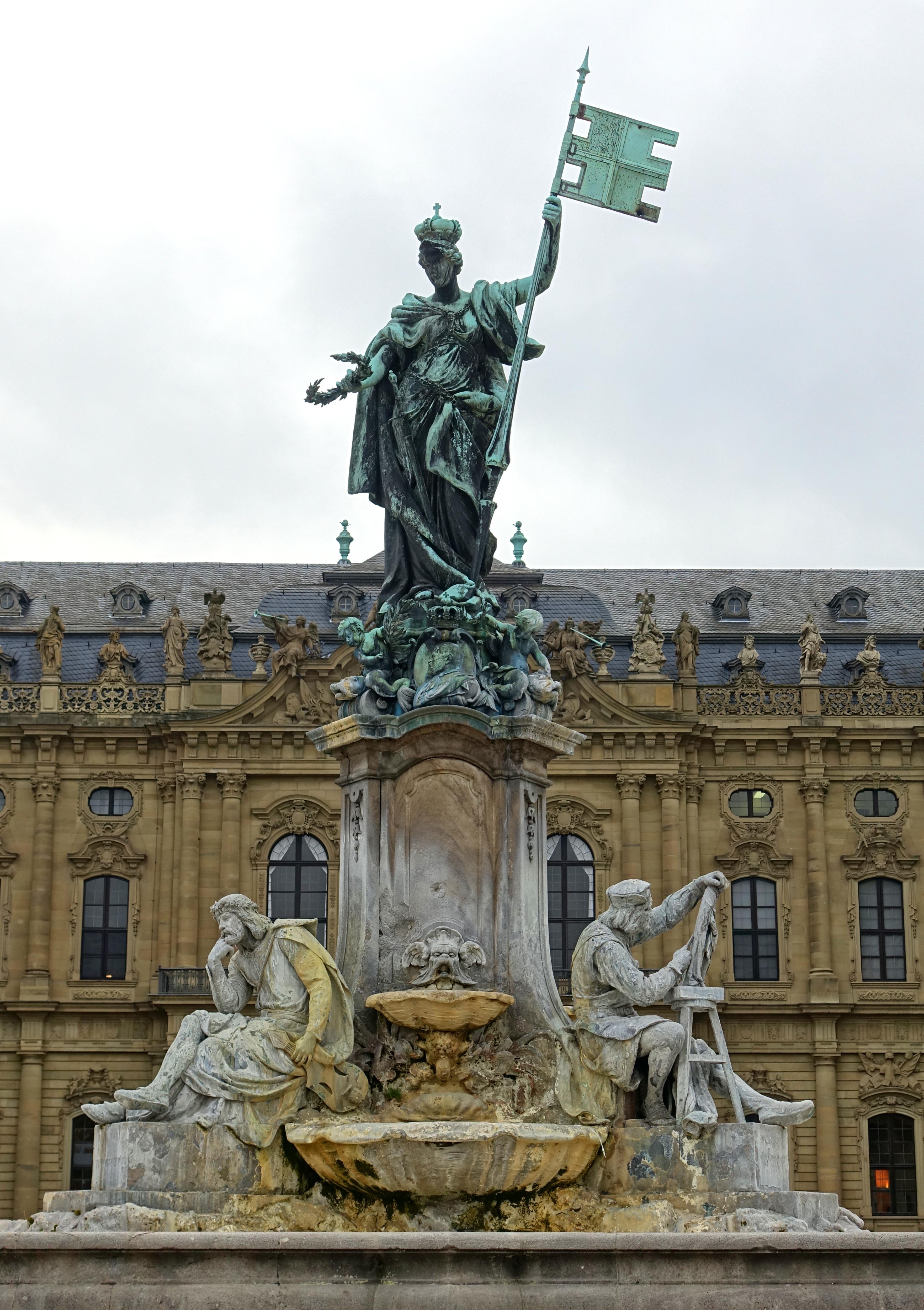
Frankonia mit Nebenfiguren

Der Frankoniabrunnen befindet sich westlich der Würzburger Residenz auf dem Residenzplatz und wurde ursprünglich auch Luitpoldbrunnen bzw. Prinzregent-Luitpold-Brunnen genannt. Die neobarocke Brunnenanlage wurde architektonisch von Gabriel von Seidl entworfen, die Bronzeplastiken stammen von dem Bildhauer und Erzgießer Ferdinand von Miller.
An der Stelle des heutigen Brunnens befand sich einst das schmiedeeiserne Ehrenhof-Gitter. Dieses wurde 1821, nachdem Würzburg 1814 an das Königreich Bayern gefallen war, abgebrochen. 1894 wurde der Frankoniabrunnen von der Stadt Würzburg zu Ehren des Prinzregenten Luitpold von Bayern errichtet und am 3. Juni 1894 im Beisein des Prinzregenten enthüllt.
Der Brunnen weist eine Brunnenschale mit mittigem Sockel und einer bekrönenden Bronzestatue auf, welche die Frankonia, die Allegorie Frankens, darstellt. Die Frankonia trägt Harnisch und Kriegermantel und ist mit dem Herzogshut gekrönt. In der linken Hand trägt sie das Rennfähnlein, das sich auch in der Würzburger Stadtfahne befindet, die rechte Hand ist in einer herrschaftlichen Geste ausgestreckt. Die Statue ist von den steinernen Sockelfiguren des Dichters Walther von der Vogelweide, des Malers Matthias Grünewald und des Bildhauers Tilman Riemenschneider umgeben und blickt auf den Dom.
Der Brunnen gehört wie die Residenz, der Vorplatz und der Hofgarten seit 1981 zum Weltkulturerbe der UNESCO. Er ist unter der Denkmalnummer D-6-63-000-457 als Baudenkmal in die Bayerische Denkmalliste eingetragen.
Der am 8. Juli 1895 von Prinzregent Luitpold als Gegengabe zum Frankoniabrunnen eingeweihte Kiliansbrunnen steht vor dem Würzburger Hauptbahnhof.

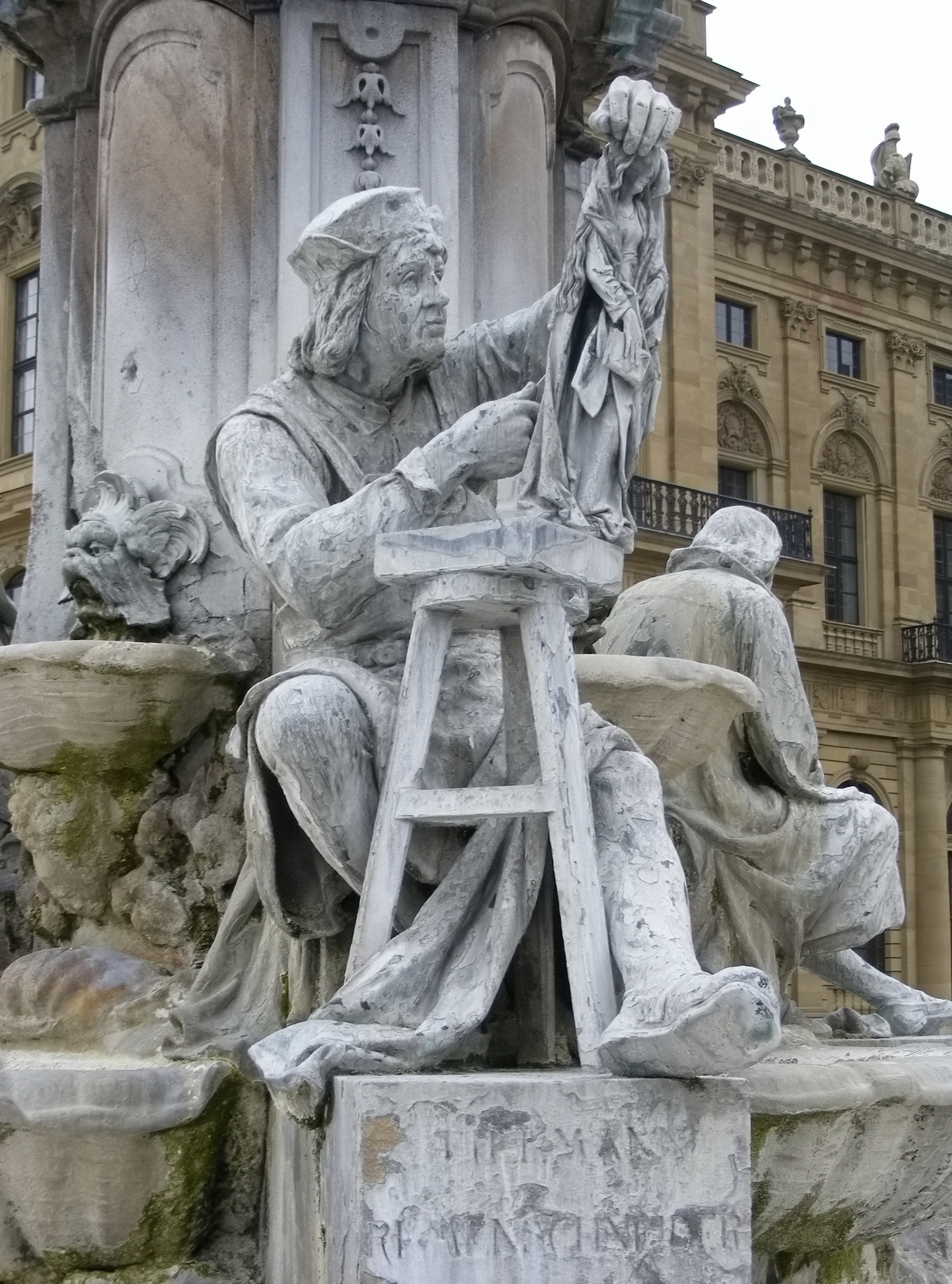
Tilman Riemenschneider
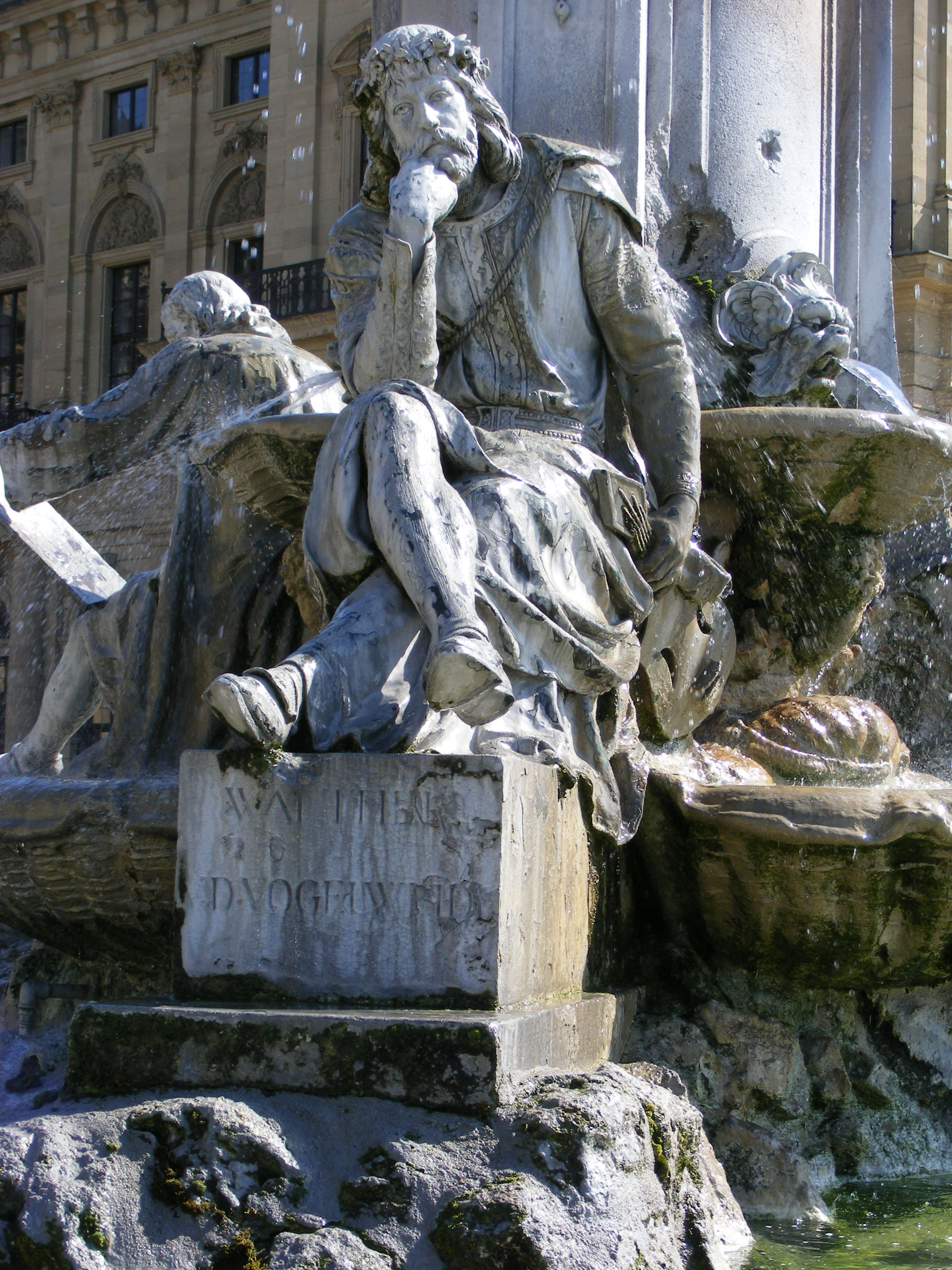
Walther von der Vogelweide
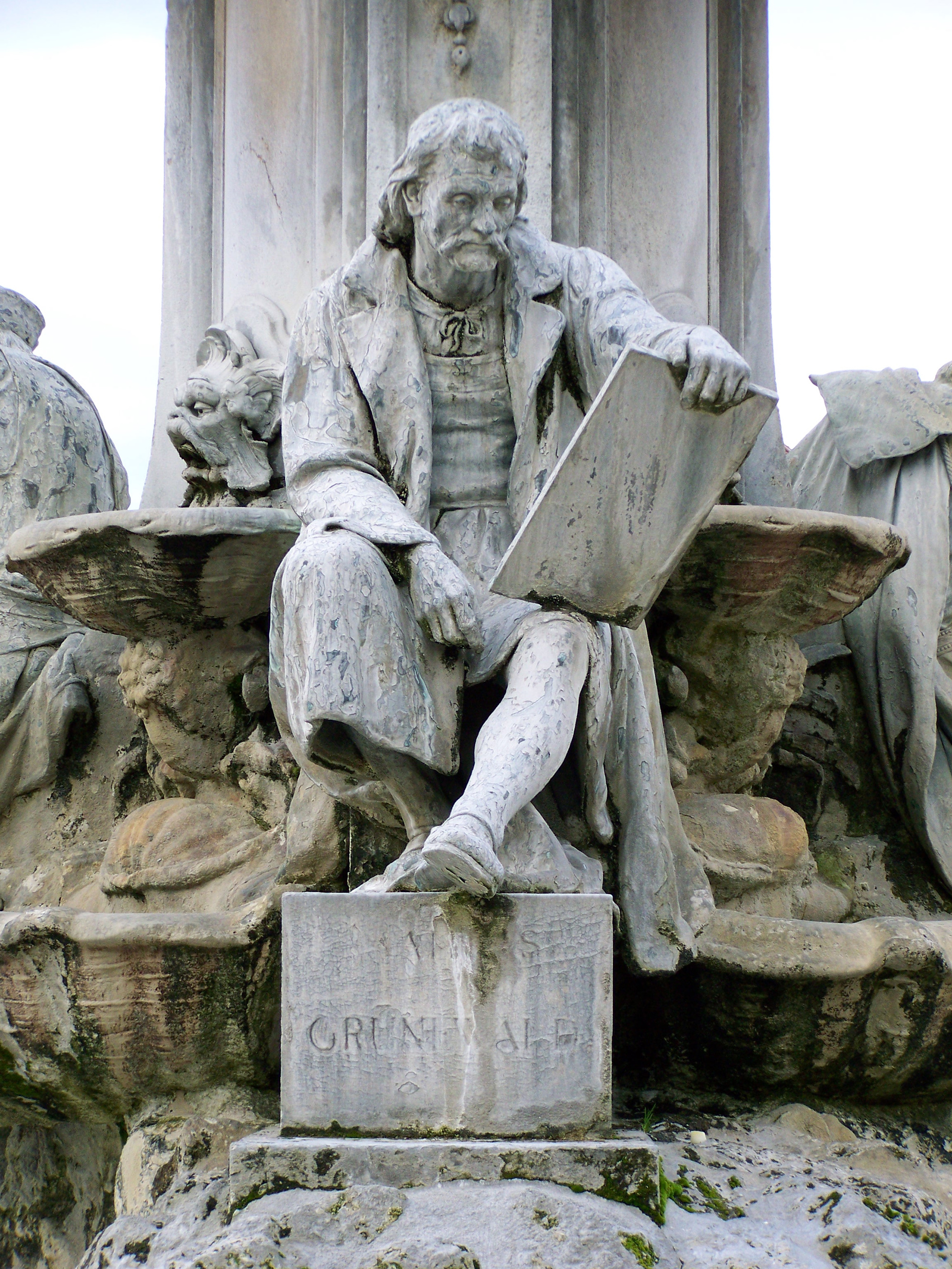
Matthias Grünewald